# ISS-Expedition 51
ISS-Expedition 51 ist die Missionsbezeichnung für die 51. Langzeitbesatzung der Internationalen Raumstation (ISS). Die Mission begann mit dem Abkoppeln des Raumschiffs Sojus MS-02 von der ISS am 10. April 2017 und endete mit dem Abkoppeln von Sojus MS-03 am 2. Juni 2017.

## Mannschaft
Übernommen von ISS-Expedition 50:
- Peggy Whitson (3. Raumflug), Kommandantin (USA/NASA, Sojus MS-03)
- Oleg Wiktorowitsch Nowizki (2. Raumflug), Bordingenieur (Russland/Roskosmos, Sojus MS-03)
- Thomas Pesquet (1. Raumflug), Bordingenieur (Frankreich/ESA, Sojus MS-03)

Zusätzlich ab 20. April 2017:
- Fjodor Nikolajewitsch Jurtschichin (5. Raumflug), Bordingenieur (Russland/Roskosmos, Sojus MS-04)
- Jack David Fischer (1. Raumflug), Bordingenieur (USA/NASA, Sojus MS-04)

### Ersatzmannschaft
Seit Expedition 20 wird wegen des permanenten Trainings für die Besatzungen keine offizielle Ersatzmannschaft mehr bekanntgegeben. Inoffiziell gelten die Backup-Crews der beiden Sojus-Zubringerraumschiffe MS-03 und MS-04 (siehe dort) als Ersatzmannschaft der Expedition 51. In der Regel kommen diese Crews dann jeweils zwei Missionen später selbst zum Einsatz.

## Missionsbeschreibung

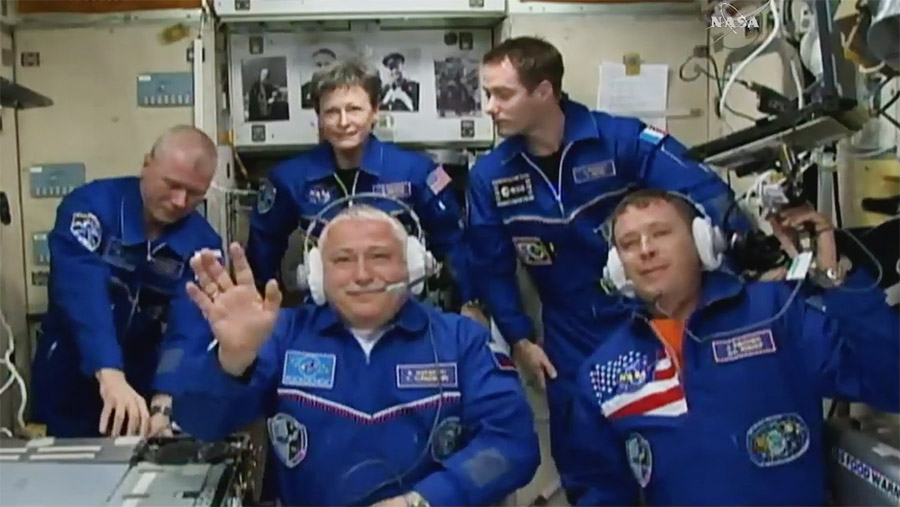
Aufnahme der Besatzung vom 20. April 2017

### Crewaustausch
Am 20. April 2017 – zehn Tage nach Expeditionsbeginn – koppelte das Zubringerraumschiff Sojus MS-04 nach etwa sechsstündigen Flug an die ISS an; die ISS-Besatzung wurde damit auf fünf Personen aufgestockt.
Am Tag vor dem Abdocken von Sojus MS-03 mit Oleg Nowizki und Thomas Pesquet übernahm Fjodor Jurtschichin das ISS-Kommando. Zusammen mit Jack Fischer und mit Peggy Whitson, die ausnahmsweise für eine dritte Expedition an Bord blieb, bildete er die anfängliche Crew der nachfolgenden ISS-Expedition 52.

### Frachterverkehr

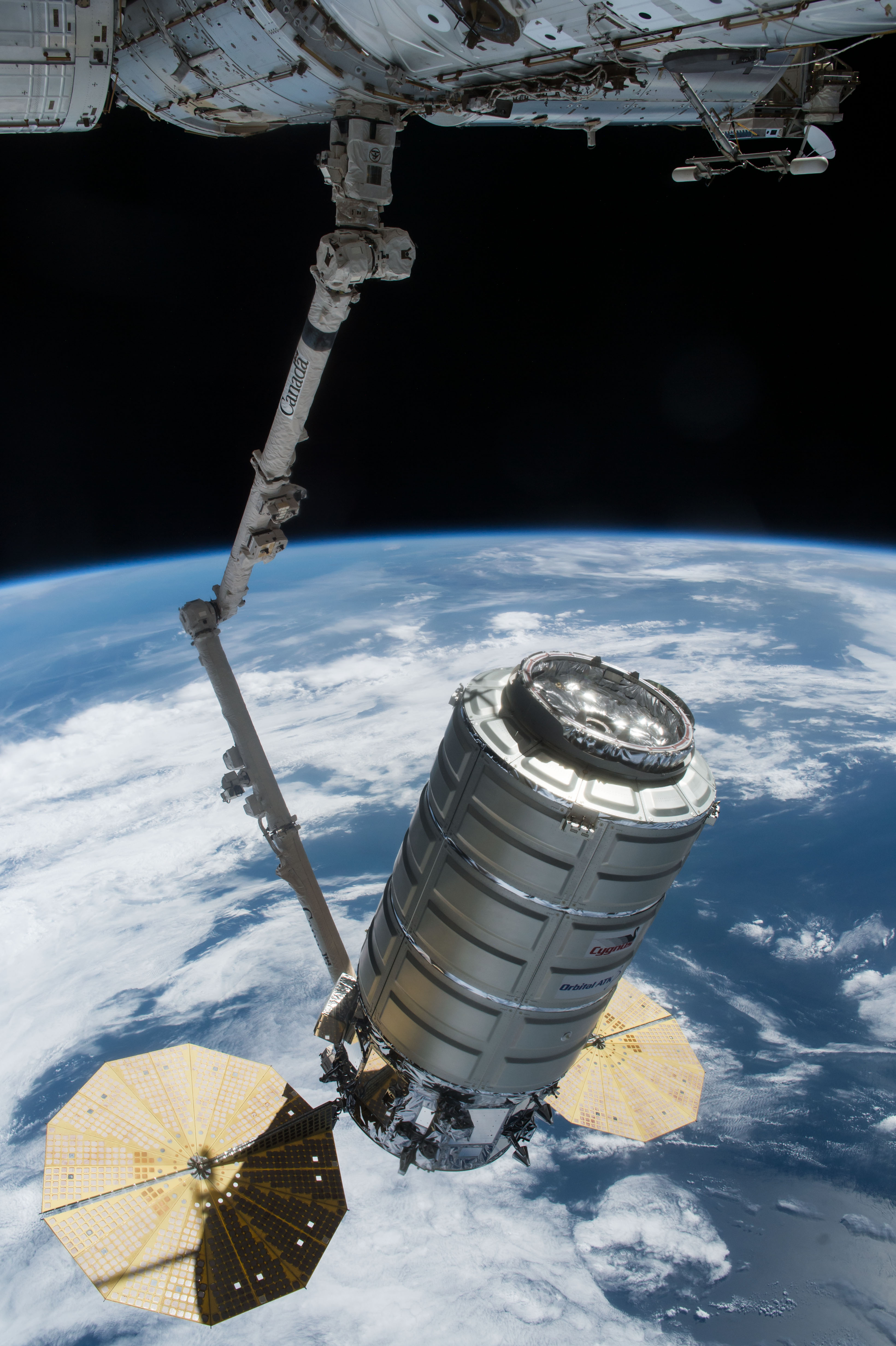
Cygnus OA-7 kurz vor dem Andocken

Am 22. April 2017 nutzten Kommandantin Peggy Whitson und Thomas Pesquet den Greifarm Canadarm2 und fingen das Frachtraumschiff Cygnus OA-7 ein. Anschließend wurde der Greifarm durch Kommandos von der Bodenstation so gedreht, dass Cygnus an der Unterseite des Moduls Unity befestigt werden konnte.

### Außenbordarbeiten

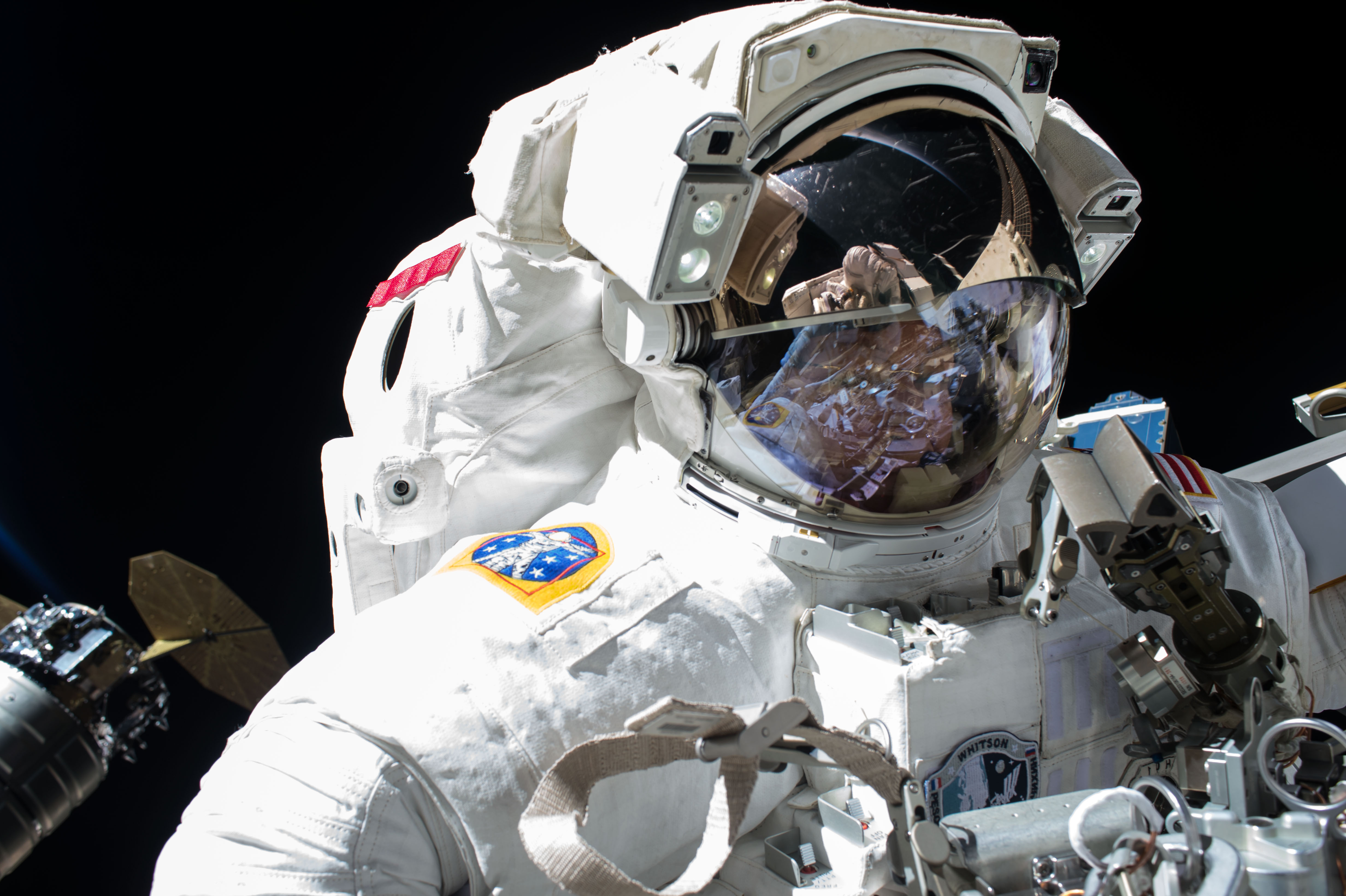
Peggy Whitson beim ersten Außenbordeinsatz

Am 12. Mai ersetzten Peggy Whitson und Jack Fischer im Rahmen einer EVA eine Elektronik-Einheit auf der Ersatzteil-Plattform EXPRESS Logistics Carrier (ELC). Die Ersatzteile wurden von Cygnus OA-7 zur Station gebracht. Weiterhin montierten sie einen Schutzschild am Pressurized Mating Adapter-3 (PMA-3), der im März vom Modul Tranquility zum Modul Harmony versetzt wurde.
Am 20. Mai versagte eine Multiplexer-Demultiplexer (MDM) Data Relay Box am S0-Gitterelement. Genau diese Box wurde erst am 30. März 2017 von Shane Kimbrough und Peggy Whitson mit verbesserter Software während eines Außenbordeinsatzes installiert. Diese doppelt redundant ausgelegten Boxen steuern die Funktionen von Radiatoren, Solarpaneelen, Kühlkreisläufen und anderer Stationshardware. Da ein Versagen der nun allein aktiven anderen Box zu massiven Einschränkungen im ISS-Betrieb führen würde, wurde eine außerplanmäßige EVA für den 23. Mai angesetzt. Der Außenbordeinsatz wurde von Peggy Whitson und Jack Fischer durchgeführt. Während Whitson die defekte Box austauschte, installierte Fischer ein Paar von Antennen für drahtlose Kommunikation am Labormodul Destiny.